# 진 폴 게티
진 폴 게티(Jean Paul Getty, 1892년 12월 15일 ~ 1976년 6월 6일)는 미국의 사업가이다. 그의 재산은 사망당시 60억 달러이며 현재 가치로 환산하면 270억 달러(약 31조원)이다. 1966년 기네스북에 세계 최고 부자로 기록되기도 했다.